# Krumbach (Schwaben)

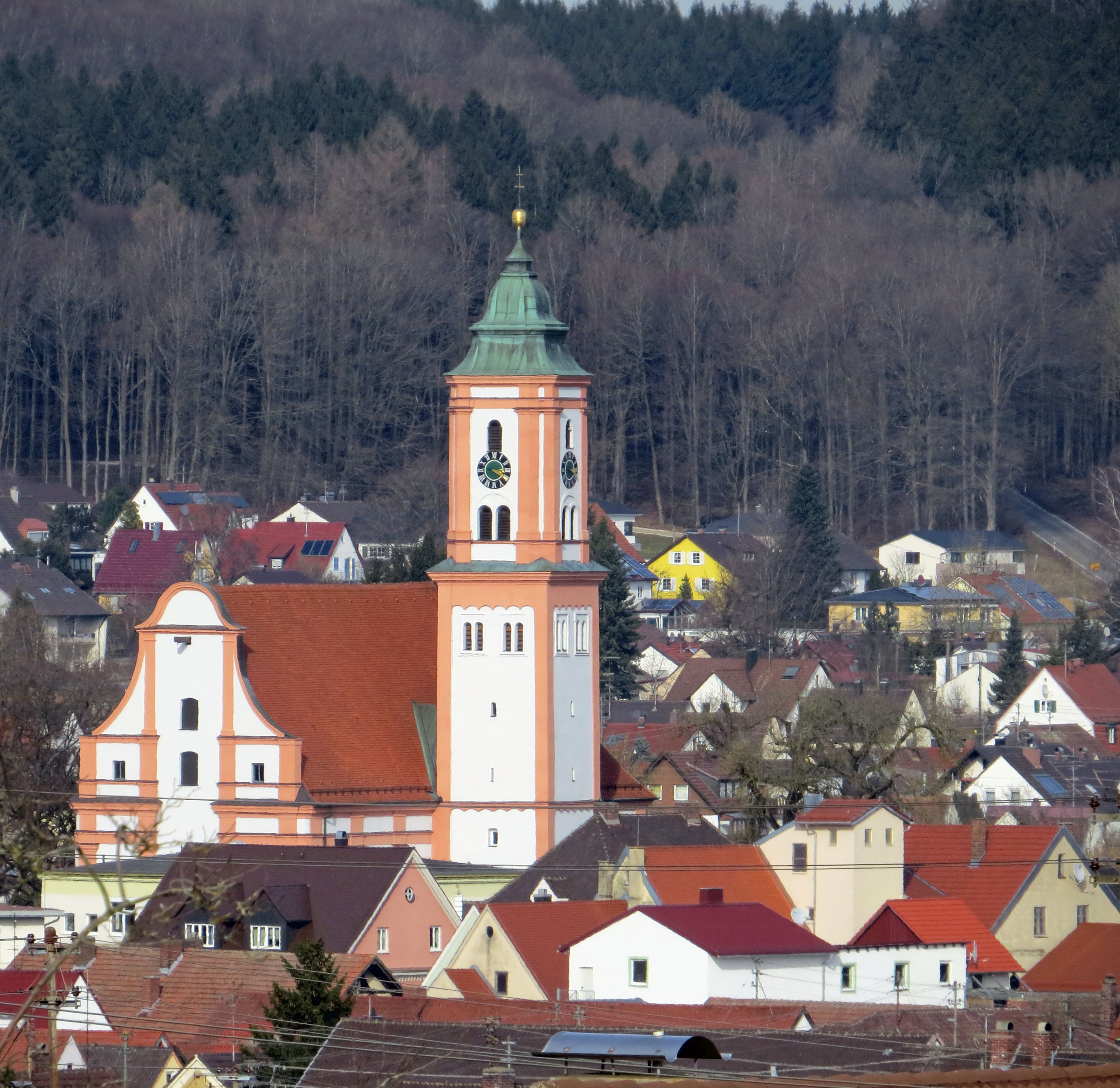
Stadtpfarrkirche Krumbach (Schwaben) von Südwesten

Krumbach (Schwaben) ist die zweitgrößte Stadt im bayerisch-schwäbischen Landkreis Günzburg und liegt in dessen Süden.

## Geographie
Es gibt zehn Gemeindeteile (in Klammern ist der Siedlungstyp angegeben):
- Attenhausen (Stadtteil)
- Billenhausen (Stadtteil)
- Edenhausen (Stadtteil)
- Hirschfelden (Kirchdorf)
- Hohenraunau (Stadtteil)
- Josephslust (Einöde)
- Krumbach (Hauptort)
- Krumbad (Sanatorium)
- Niederraunau (Stadtteil)
- Plattenberghof (Einöde)

Die Gemarkungen Krumbach, Hürben, Attenhausen, Billenhausen, Edenhausen, Hohenraunau und Niederraunau spiegeln die ehemals selbständigen Gemeinden wider, aus denen sich das heutige Gemeindegebiet zusammensetzt.
Krumbach liegt im Naturraum der Unteren Iller-Lech-Schotterplatten im Tal der Kammel, einem Nebenfluss der Mindel, die in die Donau entwässert. Die Stadtteile Niederraunau, Billenhausen und Hirschfelden liegen wie Krumbach im Kammeltal, Hohenraunau auf dem Höhenrücken zwischen dem Kammeltal und dem Tal des Krumbächles, das in Krumbach in die Kammel mündet. Die beiden anderen Stadtteile, Edenhausen und Attenhausen, liegen östlich von Krumbach im Tal des Haselbachs, einem Nebenbach der Kammel, der weiter nördlich, bei Naichen (Gemeinde Neuburg an der Kammel) in die Kammel mündet. Das Heilbad Krumbad liegt zwischen Krumbach und Edenhausen am östlichen Rand des kleinen Tals des Weihergrabens, der, wie das Krumbächle, in Krumbach in die Kammel mündet.
Starkregen im südlichen Flussgebiet der Kammel führte im September 2000 und insbesondere im Juni 2002 zu Überschwemmungen in Krumbach und verursachten große Schäden.
Die Landschaft ist geprägt durch Äcker, Wiesen und Wälder. Die Krumbacher Stadtpfarrkirche St. Michael liegt 512 Meter über dem Amsterdamer Pegelmesspunkt. Das laut Regionalplan bevorzugt zu entwickelnde Mittelzentrum Krumbach gehört zur Planungsregion Donau-Iller. Die Stadt liegt etwa in der Mitte zwischen Ulm, Augsburg und Memmingen.

## Geschichte

### Bis zur Stadtwerdung
Im Jahre 1156 wurde Krumbach erstmals urkundlich erwähnt, das Marktrecht erhielt der Ort 1370. Zur Zeit der Gründung lag der Ort im Herzogtum Schwaben. Krumbach war von 1305 bis 1805 habsburgisch und gehörte als Teil der Markgrafschaft Burgau zur vorderösterreichischen Territorienwelt; mit dem Frieden von Pressburg (1805) wurde Krumbach bayerisch. 1895 wurde Krumbach zur Stadt erhoben.

### 20. Jahrhundert
Im Jahr 1912 wurde die Raiffeisenbank Krumbach/Schwaben gegründet. Bis 1933 hatte das Dorf Hürben beziehungsweise die Stadt einen vergleichsweise hohen Anteil an jüdischen Bürgern in Bayern (siehe auch: Jüdische Gemeinde Hürben). Am Morgen nach der Reichspogromnacht 1938 wurden alle noch dort lebenden jüdischen Bürger ins Günzburger Gefängnis gebracht. 27 von ihnen konnten bis zum Jahr auswandern und weitere 18 zogen in andere Städte. Die letzten 16 jüdischen Bürger Hürbens wurden im Jahr 1942 deportiert und ermordet. Insgesamt starben in der Zeit des Nationalsozialismus 38 Juden, die in Hürben bzw. Krumbach geboren wurden oder längere Zeit hier wohnten.
Bis zum 30. Juni 1972 war Krumbach Kreisstadt des Landkreises Krumbach (Schwaben).

### Eingemeindungen
Am 1. Oktober 1902 wurde die Gemeinde Hürben eingegliedert.
Mit der Gebietsreform wurden die Gemeinden Hohenraunau (1. Januar 1972), Billenhausen mit Hirschfelden (1. Juli 1972), Edenhausen mit dem Krumbad (1. Januar 1973), Attenhausen (1. Januar 1977) und Niederraunau (1. Mai 1978) eingegliedert. Niederraunau ist bereits 1067 urkundlich erwähnt und wurde unter Georg von Freyberg von Maximilian I. 1494 zum Markt erhoben.
|  |  |

### Einwohnerentwicklung
| Zwischen 1988 und 2008 wuchs die Einwohnerzahl um 932 bzw. 8 %. Zwischen 1988 und 2018 wuchs die Stadt von 11.632 auf 13.293 um 1661 Einwohner bzw. um 14,3 %. |

| Datum      | Krumbach mit den Stadtteilen | Krumbach (ab 1902: mit Hürben) | Hürben (1902 eingemeindet) | Attenhausen (1977 eingemeindet) | Billenhausen (mit Hirschfelden; 1972 eingem.) | Edenhausen (mit Krumbad; 1973 eingem.) | Hohenraunau (1972 eingemeindet) | Niederraunau (1978 eingemeindet) |
| ---------- | ---------------------------- | ------------------------------ | -------------------------- | ------------------------------- | --------------------------------------------- | -------------------------------------- | ------------------------------- | -------------------------------- |
| 01.12.1840 | 4628                         |                                |                            |                                 |                                               |                                        |                                 |                                  |
| 01.12.1871 | 4900                         |                                |                            |                                 |                                               |                                        |                                 |                                  |
| 01.12.1895 |                              | 1871                           | 1279                       |                                 |                                               |                                        |                                 |                                  |
| 01.12.1900 | 5009                         |                                |                            | 244                             | 417                                           | 337                                    | 250                             | 589                              |
| 01.12.1910 |                              | 3358                           |                            | 262                             | 368                                           | 366                                    | 247                             | 662                              |
| 16.06.1925 | 5448                         |                                |                            |                                 |                                               |                                        |                                 |                                  |
| 17.05.1939 | 5619                         | 3774                           |                            | 215                             | 383                                           | 331                                    | 227                             | 640                              |
| 13.09.1950 | 9432                         | 6420                           |                            | 363                             | 712                                           | 475                                    | 330                             | 1132                             |
| 06.06.1961 | 10.290                       | 7877                           |                            | 256                             | 524                                           | 387                                    | 263                             | 983                              |
| 27.05.1970 | 11.969                       | 9285                           |                            | 284                             | 539                                           | 395                                    | 255                             | 1211                             |
| 25.05.1987 | 11.757                       | 9089                           |                            | 330                             | 551                                           | 417                                    | 258                             | 1112                             |
|            |                              |                                |                            | 365                             | 524                                           | 405                                    | 295                             | 1267                             |
| 31.12.2010 | 12.612                       | 9807                           |                            | 361                             | 502                                           | 391                                    | 269                             | 1282                             |
| 31.12.2011 | 12.564                       | 9768                           |                            | 362                             | 506                                           | 388                                    | 272                             | 1268                             |
| 31.12.2019 | 13.723                       | 10.741                         |                            | 381                             | 508                                           | 389                                    | 262                             | 1442                             |

Auf der Grundlage des Zensus 2011 betrug die Einwohnerzahl zum 31. Dezember 2011 der Stadt 12.404. Davon waren 5999 männlichen Geschlechts und 6405 weiblichen Geschlechts. Zum 31. Dezember 2019 lebten 6832 Männer und 6891 Frauen in Krumbach.
Die folgenden Einwohnerzahlen beziehen sich immer auf die Stadt Krumbach mit den Stadtteilen:
| Datum      | Einwohner |
| ---------- | --------- |
| 31.12.1991 | 12.061    |
| 31.12.1995 | 12.530    |
| 31.12.1999 | 12.454    |
| 31.12.2000 | 12.447    |
| 31.12.2001 | 12.502    |
| 31.12.2002 | 12.524    |

| Datum      | Einwohner |
| ---------- | --------- |
| 31.12.2003 | 12.667    |
| 31.12.2004 | 12.673    |
| 31.12.2005 | 12.719    |
| 31.12.2006 | 12.561    |
| 31.12.2007 | 12.562    |
| 31.12.2008 | 12.564    |

| Datum      | Einwohner |
| ---------- | --------- |
| 31.12.2009 | 12.531    |
| 31.12.2010 | 12.493    |
| 31.12.2011 | 12.404    |
| 31.12.2012 | 12.351    |
| 31.12.2013 | 12.487    |
| 31.12.2014 | 12.673    |

| Datum      | Einwohner |
| ---------- | --------- |
| 31.12.2015 | 12.891    |
| 31.12.2016 | 13.147    |
| 31.12.2019 | 13.723    |
| 01.01.2023 | 14.000    |

## Politik

### Stadtrat

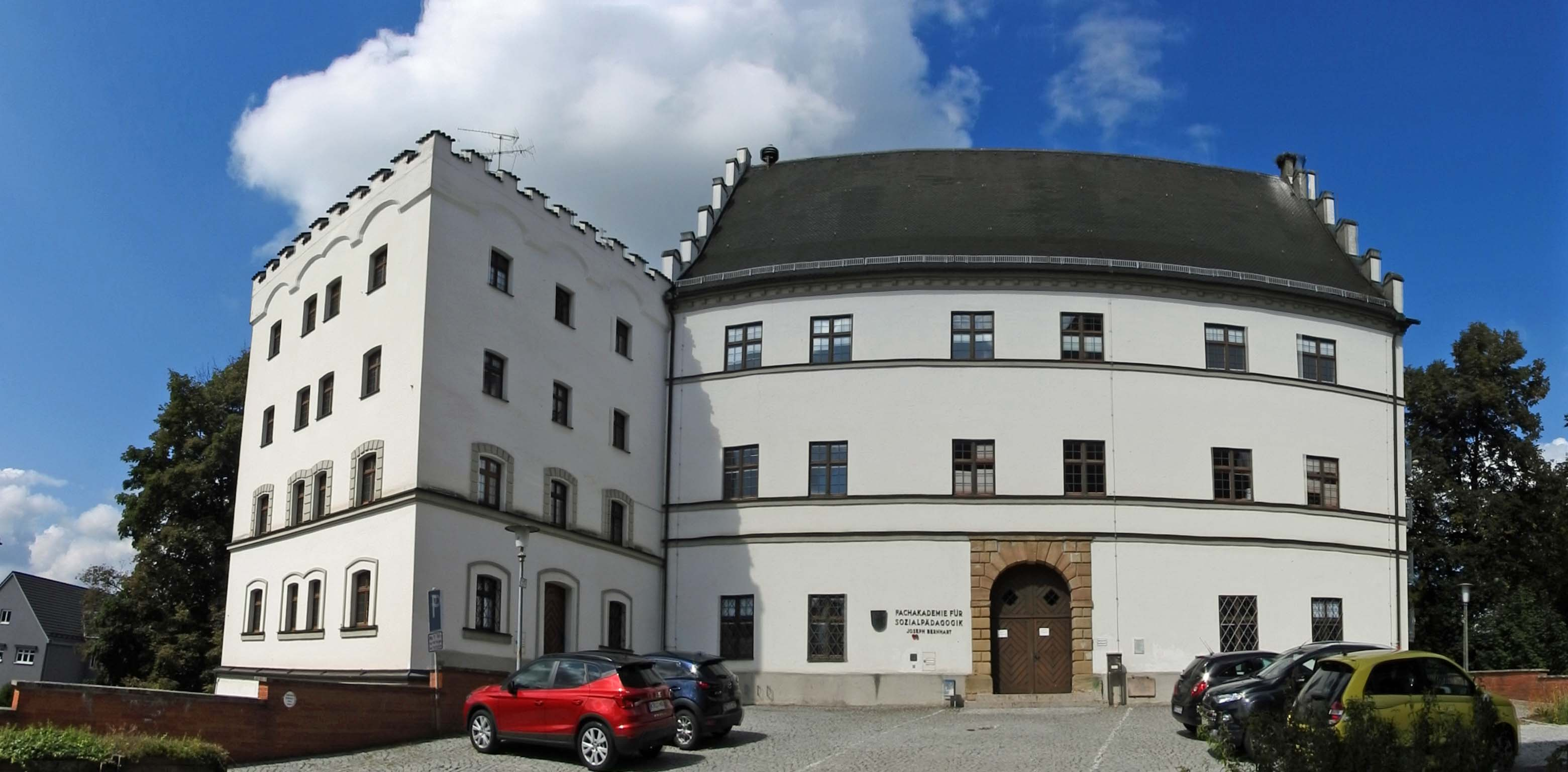
Schloss Krumbach von Süden

Der Stadtrat hat 24 Mitglieder. Seit der Kommunalwahl am 15. März 2020 verteilen sich die Sitze auf folgende Listen:
| Partei/Liste                                | Sitze | Stimmenanteil |
| CSU                                         | 8     | 34,4 %        |
| Junge Wähler-Offene Liste (JW-OL)           | 6     | 23,8 %        |
| Unabhängige Freie Wählergemeinschaft (UFWG) | 4     | 16,1 %        |
| Bündnis 90/Die Grünen (Grüne)               | 3     | 11,7 %        |
| SPD                                         | 2     | 10,1 %        |
| Junge Union (JU)                            | 1     | 3,9 %         |
| Gesamt                                      | 24    | 100,0 %       |

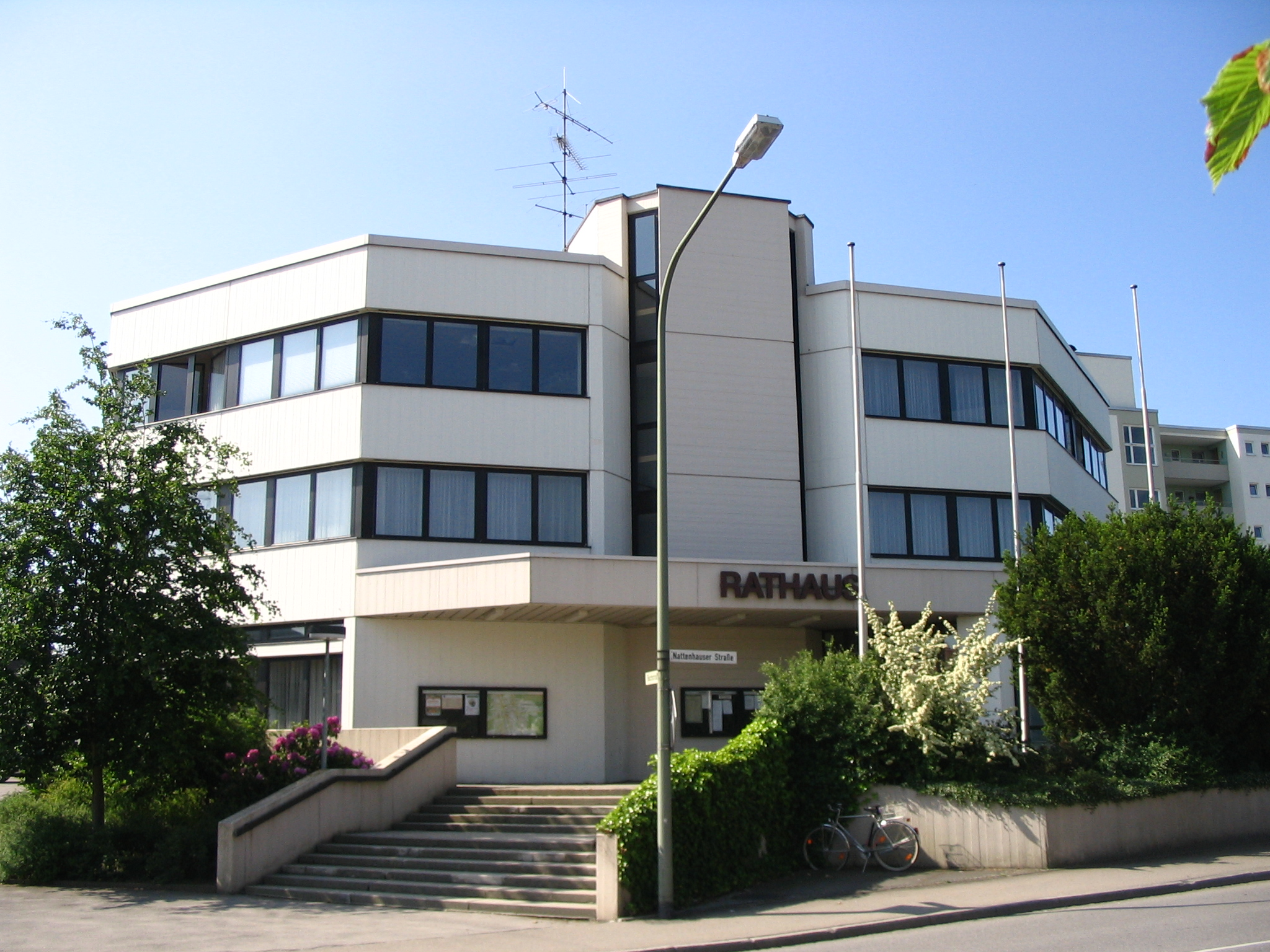
Rathaus

Gegenüber der Amtszeit 2014 bis 2020 verloren die CSU und die SPD je zwei Mandate und die UFWG ein Mandat. Die JW-OL gewann einen Sitz, die Grünen (drei Sitze) und die JU (ein Sitz) traten erstmals an.
Erster Bürgermeister ist seit 1. Mai 2008 Hubert Fischer (* 1966, Junge Wähler/Offene Liste). Bei der Kommunalwahl 2014 wurde dieser mit 92,2 % der gültigen Stimmen im Amt bestätigt und am 15. März 2020 bei zwei Mitbewerbern mit 56,0 % der Stimmen für weitere sechs Jahre gewählt. Zweiter Bürgermeister ist Gerhard Weiß (CSU), Dritter Bürgermeister Klemens Ganz (UFWG).

### Bürgermeister bzw. Ortsvorsteher von Krumbach seit 1799
- 1799–1800: Johann Michael Jochner, Kupferschmiedmeister
- 1800–1810: Lukas Steichele, Lodner
- 1812–1820: Mathias Hayn, Apotheker
- 1821–1823: Johann Miller, Zinngießer
- 1824–1826: Johann Böck, Handelsmann
- 1826–1832: Mathias Hayn, Apotheker
- 1832:      Anton Stempfle
- 1833:      Leonhard Thalhofer
- 1833–1834: Nepomuk Miller
- 1835:      Valentin Graf, Seilermeister
- 1836–1848: Ignaz Miller
- 1849–1851: Valentin Graf, Seilermeister
- 1852–1853: Josef Reiß
- 1854–1859: Mathias Vogel
- 1860–1891: Benjamin Miller
- 1892–1902: Ferdinand Reiß, Kaufmann
- 1903–1918: Theodor Einsle, Kaufmann u. Weingroßhändler
- 01.01.1919 – 31.12.1924: Max Herz, Kaufmann
- 01.02.1925 – 31.01.1935: Max Sailer, Rechtsanwalt
- 01.03.1935 – 27.04.1945: Konrad Kling, Prokurist
- 14.05.1945 – 02.08.1945: Josef Bader, Wachsziehermeister
- 14.08.1945 – 31.12.1947: Otto Steinhart, Wachswarenfabrikant
- 01.05.1948 – 31.12.1963: Franz Aletsee, Direktor
- 23.03.1964 – 30.04.1966: Karl Kling, Diplom-Ingenieur
- 01.05.1966 – 12.05.1971: Ludwig Mayer, Stadtkämmerer
- 01.09.1971 – 30.04.2002: Georg Winkler, Regierungsrat
- 01.05.2002 – 30.04.2008: Willy Rothermel, Lehrer
- seit dem 1. Mai 2008: Hubert Fischer, Vermessungs-Ingenieur[19]

### Wappen
| Wappen von Krumbach (Schwaben) | Blasonierung: „In Rot ein schräglinker silberner Wellenbalken.“ |
| Wappen von Krumbach (Schwaben) | Wappenbegründung: Krumbach gehörte zur vorderösterreichischen Markgrafschaft Burgau und war Pflegamtssitz. Um 1370 wurde der Ort zum Markt erhoben. Ein Siegel, das in einem Abdruck von 1386 überliefert ist, zeigt den für den Ortsnamen redenden Schrägbach in einem Dreiecksschild mit der zum Teil beschädigten Umschrift S. CIVIVM IN GRVMBACH. Bis zum Ende des 18. Jahrhunderts wird das redende Zeichen als Schräglinksbach dargestellt. Seit dem frühen 19. Jahrhundert ändert der Bach in allen Siegeln und in der Bürgermeistermedaille die Richtung und erscheint nun als Schrägbach. Seit 1938 verläuft der Bach im Wappen wieder von links nach rechts. Er weist auf die durch den Ort fließende Kammel hin. In den Siegeln aus der Barockzeit taucht vorübergehend eine fünfzackige Krone auf, die jedoch 1819 wieder verschwand. Die Farben Rot und Silber symbolisieren die vierhundertjährige Zugehörigkeit Krumbachs zur Markgrafschaft Burgau. Der Reichsstatthalter in Bayern bestätigte das Wappen Anno 1939. |

## Kultur und Sehenswürdigkeiten

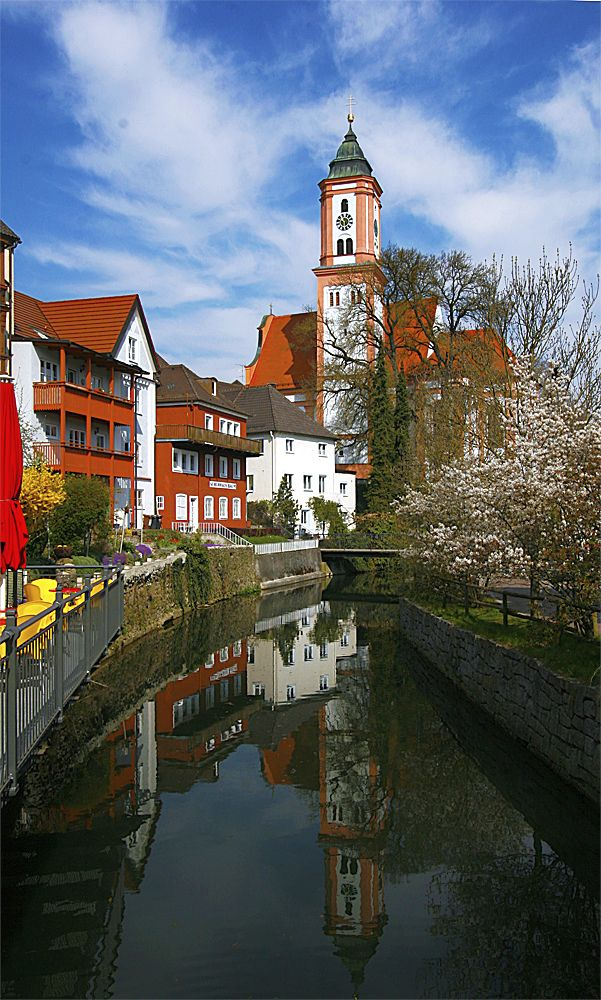
Partie an der Kammel mit Blick auf die Stadtkirche

Krumbach verfügt über einige Sehenswürdigkeiten. So zählt das Alte Rathaus am Marktplatz, ein Fachwerkbau von 1679, ebenso zu den das Ortsbild prägenden Sehenswürdigkeiten wie die barocke katholische Stadtpfarrkirche St. Michael von 1751/1753 und das Krumbacher Schloss von 1530. Die katholische Kirche St. Ulrich, deren Bauzeit umstritten ist, wurde spätestens 1438 geweiht. Das sogenannte Landauer-Haus wurde 1799 erbaut und beherbergt heute die Trachtenberatungsstelle des bayerischen Regierungsbezirks Schwaben. An Museen hat Krumbach das Mittelschwäbische Heimatmuseum, in dem die Geschichte und die Kulturgeschichte Mittelschwabens auf etwa 1500 Quadratneter erläutert. Das Wachsmuseum Krumbach zeigt Kunst, welche aus Wachs gefertigt wurde. Die Mühlkapelle ist ein Zeugnis der vielen kleinen Barockkapellen in Oberschwaben. Das gotische Hürbener Wasserschloss von 1478 beherbergt heute die Beratungsstelle für Volksmusik des Bezirks Schwaben. Des Weiteren zählen in der Stadt weitere Einzelgebäude zu den Sehenswürdigkeiten, darunter auch der moderne Kirchenbau der Maria-Hilf-Kirche. In den Stadtteilen gibt es des Weiteren weitere Sehenswürdigkeiten wie den Dossenberger-Pfarrhof in Billenhausen oder das Niederraunauer Schloss. Der Kneipp-Rundweg führt etwa 4 km durch die Stadt, an der Kammel und am Krumbächlein entlang.

## Wirtschaft und Infrastruktur
In der Stadt befinden sich unter anderem Automobilzulieferbetriebe, Lackfabrik, Anlagenbau und Verfahrenstechnik, Webereien, Wachswarenfabriken, Teppichbodenwerk, Online-Druckerei und eine bekannte Silbermanufaktur. Krumbach ist Hauptsitz der weltweit im Anlagenbau tätigen Lingl-Gruppe, dem größten Arbeitgeber. Die Unternehmensgruppe Borgers betreibt ebenso ein Werk im Ort und ist der zweitgrößte Arbeitgeber. Weiterhin befindet sich auch das Staatliche Bauamt Krumbach mit derzeit etwa 120 Mitarbeitern in der Stadt. Dieses ist für die Bundes- sowie Staatsstraßen und den Kreisstraßen in den Landkreisen Neu-Ulm sowie Günzburg zuständig. Der derzeitige Behördenleiter ist Alexander Leis.

### Verkehr

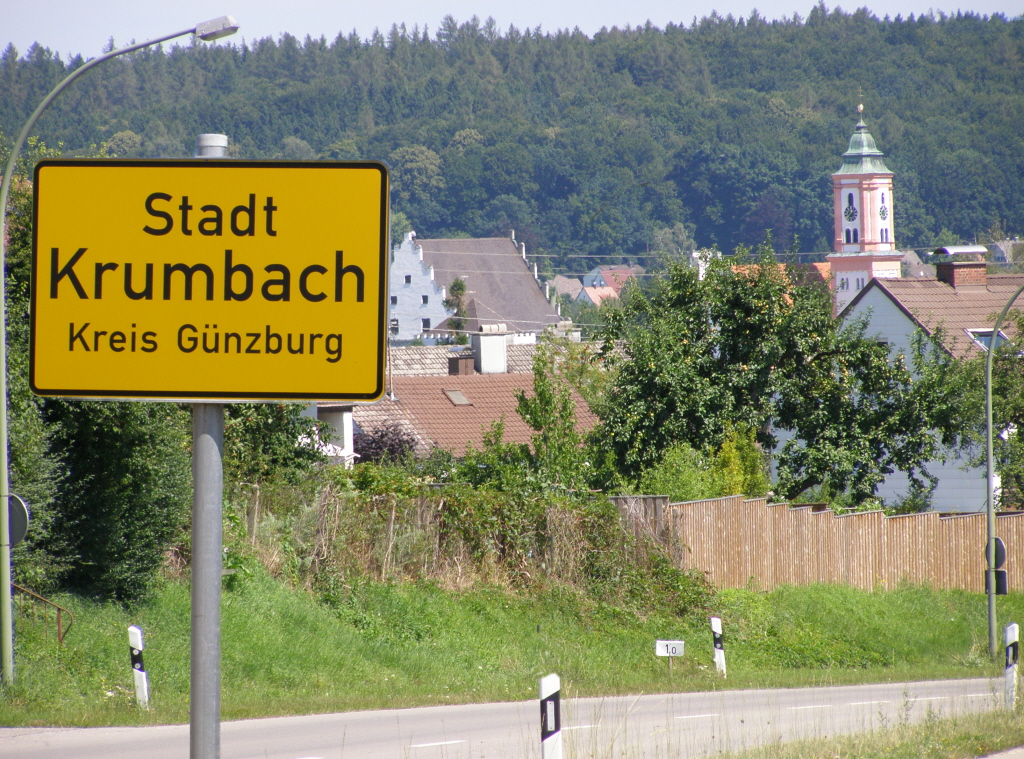
Ankunft von Westen (B300)

Krumbach liegt an der Landesentwicklungsachse von überregionaler Bedeutung Günzburg–Mindelheim, die sich aus der 1892 eröffneten Mittelschwabenbahn mit Stationen unter anderem in Krumbach (Schwab) und Krumbach (Schwab) Schule sowie der Bundesstraße 16 (Regensburg–Donauwörth–Günzburg–Mindelheim–Füssen) ergibt. Hinzu kommt die Bundesstraße 300 Ingolstadt–Augsburg–Memmingen. Die Bundesautobahnen 7 (Memmingen–Ulm), 8 (Stuttgart–München) und 96 (München–Memmingen-Lindau) sind jeweils in etwa 30 Minuten Fahrt zu erreichen.
Seit Juli 2009 wird der Stadtbusverkehr nach dem Prinzip des Bedarfsgesteuerten Flächenbetriebes durchgeführt. Die Flexibus genannten Kleinbusse verkehren nicht nur in Krumbach und den Stadtteilen, sondern auch in alle Orte, die in den Gemeinden der Verwaltungsgemeinschaft Krumbach (Schwaben) liegen.

### Öffentliche Einrichtungen und Bildung
Krumbach ist Sitz zahlreicher Behörden wie einer Polizeiinspektion, dem Amt für Ländliche Entwicklung Schwaben, dem Amt für Ernährung, Landwirtschaft und Forsten (zuständig für die Landkreise Günzburg und Neu-Ulm), einem staatlichen Bauamt (zuständig für die Landkreise Günzburg, Neu-Ulm sowie Dillingen), einer Außenstelle des Landratsamts Günzburg, dem Wasserwirtschaftsamt Donauwörth sowie einer zentralisierten Finanzkasse (Dienststelle des Finanzamts Günzburg und zuständig für die Abwicklung des steuerlichen Zahlungsverkehrs der Finanzämter Günzburg, Dillingen, Nördlingen mit Außenstelle Donauwörth, Augsburg-Land und Augsburg-Stadt sowie Neu-Ulm) Zudem befindet sich in Krumbach die Integrierte Leitstelle Donau-Iller für den gleichnamigen Rettungsdienstbereich (RDB). Betreiber der Leitstelle ist das Bayerische Rote Kreuz. Außerdem befindet sich in Krumbach das Klinikum Krumbach mit elf medizinischen Fachabteilungen. Als Schulstandort bedient Krumbach auch das Umland bis ins Unterallgäu (Babenhausen). So sind in Krumbach zwei Grundschulen, eine Mittelschule, eine Realschule, das Simpert-Kraemer-Gymnasium, eine Fachoberschule und Berufsoberschule, eine Berufsschule mit drei angeschlossenen Berufsfachschulen, eine Berufsfachschule für Musik, eine Landwirtschaftsschule und eine Fachakademie für Sozialpädagogik angesiedelt.

### Medien
Die Mittelschwäbischen Nachrichten, ein Kopfblatt der Augsburger Allgemeinen, ist die lokale Tageszeitung für Krumbach und den südlichen Teil des Landkreises Günzburg, den ehemaligen Landkreis Krumbach. Des Weiteren berichten das Schwabenecho und Extra Mittelschwaben, wöchentlich erscheinende Anzeigenblätter, über Geschehnisse der näheren und weiteren Umgebung. Der in Memmingen beheimatete Lokalsender Hitradio RT1 Südschwaben ist als lokaler Radiosender zu hören.

### Kommunale Finanzen und Steuern
Der Gewerbesteuerhebesatz der Stadt Krumbach liegt bei 335 %.

## Persönlichkeiten

### Ehrenbürger
- Ferdinand Reiß (1837–1904), Bürgermeister von 1893 bis 1902
- Karl Mantel (1869–1929), Regierungsbeamter, großer Förderer der Stadt
- Theodor Einsle (1853–1934), Weingroßhändler und Bürgermeister (1903 bis 1918)
- Heinrich Sinz (1871–1951), Stadtpfarrer und Heimatforscher
- Franz Aletsee (1898–1965), Direktor und ehrenamtlicher Bürgermeister (1948 bis 1963)

### Söhne und Töchter der Stadt
(einschließlich der eingemeindeten Orte in chronologischer Reihenfolge)
- Kaspar Müller, genannt Galgen-Kaspar (1796–nach 1830), Schreiner und Wilderer
- Samuel Landauer (1846–1937), Orientalist und Bibliothekar
- Hermann Lang (1856–1899), Maler
- Heinrich Thannhauser (1859–1934), Kunsthändler
- Ludwig Staudenmaier, (1865–1933), Theologe und Chemiker
- Guido Huber (1881–1953), Parapsychologe
- Maximilian Bernhart (1883–1952), Numismatiker, Direktor der Staatlichen Münzsammlung München
- Franz Tausend (1884–1942), Alchemist und Betrüger
- Ernst Buschor (1886–1961), Archäologe
- Justin Thannhauser (1892–1976), Kunsthändler
- Hans Schönmetzler (1901–1947), Filmproduzent und Aufnahmeleiter
- Walter Höchstädter (1914–2007), Kunsthändler
- Martin Egg (1915–2007), Heimatdichter
- Karl Kling (1928–2021), Bauingenieur und Politiker, Mitglied des Bayerischen Landtags
- Walter Westrupp (* 1946), Folksänger, ehemaliges Mitglied des Duos Witthüser & Westrupp
- Michaela Pilters (* 1952), Journalistin
- Perry Paul (* 1953), Bauchredner und Entertainer
- Hermann Sallinger (1953–2002), Unternehmer, Dozent und Buchautor
- Wilhelm Schmid (* 1953), Philosoph, Dozent, Buchautor und Kolumnist
- Gerd Müller (* 1955), Bundesminister für wirtschaftliche Zusammenarbeit und Entwicklung (CSU)
- Carola Heine (* 1956), Bildhauerin
- Volkher Häusler (* 1958), Dirigent und Kirchenmusiker
- Gerhard Wisnewski (* 1959), Schriftsteller
- Thomas Lumper (* 1963), Bundesliga-Schachspieler und FIDE-Meister (SK Krumbach)
- Frank Nägele (* 1964), Politiker (SPD)
- Dietmar Schiersner (* 1970), Historiker
- Bertram Schilling (1971–2023), Kunstwissenschaftler und Maler
- Thomas Tuchel (* 1973), Fußballspieler und -trainer
- Sylvia Harlander (* 1974), Handballtorhüterin (Bundesliga und Nationalmannschaft)
- Mario Jeckle (1974–2004), Informatiker und Buchautor
- Tanja Wörle (* 1980), Fußballspielerin
- Thomas Wörle (* 1982), Fußballtrainer
- Konrad Bestle (* 1984), römisch-katholischer Geistlicher des Bistums Augsburg, Rektor des Campo Santo Teutonico im Vatikan

### Persönlichkeiten mit Bezug zur Stadt
(chronologisch)
- Hedwig Lachmann (1865–1918), jüdische Literatin
- Otto Schorer (1917–2006), Heimatmaler
- Alfred Hennings (1919–2014), Designer, Künstler und Kunsterzieher
- Carlo Schellemann (1924–2010), Maler und Grafiker
- Bernd Grose (1933–2019), deutscher Architekt und Hochschullehrer
- Karl Ganser (1937–2022), international bekannter Stadtentwickler

## Sonstiges
- Ein Kilometer östlich der Stadt liegt das Heilbad Krumbad, das älteste Heilbad Schwabens. Seine Ursprünge reichen bis in das 14. Jahrhundert zurück.
- Der Musikverein der Stadt pflegt Beziehungen mit den Musikern in Kaltern in Südtirol.
- Der Schachklub Krumbach spielte von den 1970er Jahren bis 2020 eine absolut überragende Rolle in ganz Bayern. Sowohl die Damen als auch die Herrenmannschaft des SK Krumbach stießen bis in die 2. Bundesliga vor.
- Ein Kilometer entfernt liegt das Schloss Niederraunau im gleichnamigen Stadtteil. Das Schloss stand zeitweise im Besitz der Freiherren von Ponickau und wurde in den letzten Jahren aufwendig saniert.
- Ungefähr sechs Kilometer westlich von Krumbach im Günztal liegt der Oberrieder Weiher, ein beliebter Badesee, an dem sich seit dem Jahr 2005 auch ein Campingplatz befindet.
- Krumbach liegt am Kammeltal-Radweg.
- In den 1960er Jahren arbeitete Conrad Schumann, der durch das Foto[25] von seiner Flucht aus der DDR weltweit bekannt wurde, einige Jahre in der Weinkellerei Einsle in Krumbach.[26] Er wohnte damals im heutigen Stadtteil Edenhausen.

Panoramabild Krumbach, von Osten aus betrachtet